# Хенце, Ханс Вернер
Ханс Вернер Хенце (нем. Hans Werner Henze; 1 июля 1926, Гютерсло — 27 октября 2012, Дрезден) — немецкий композитор и педагог.

## Биография
Ханс Вернер Хенце родился в семье учителя. Музыке начал обучаться в Брауншвейге, но учёбу прервала война, а затем — плен. В 1945 году работал в театре Билефельда, затем продолжил учёбу в Гейдельберге у Вольфганга Фортнера. Работал в театрах Констанца и Висбадена. Участвовал в работе Дармштадтской летней школы новой музыки.
Одновременно с П. Дессау покинул состав западногерманской Академии искусств, после того как в члены не был принят греческий композитор М. Теодоракис. Хенце работал во многих музыкальных жанрах, но опере и балету он отдавал большее предпочтение.
Не принимая политического климата ФРГ и настроений гомофобии в немецком обществе, в 1953 переехал в Италию. Жил в г. Марино (Лацио). В 1960-х—1970-х годах придерживался крайне левых политических взглядов, был членом Итальянской коммунистической партии. Преподавал на Кубе.
В творчестве Хенце отмечают сходство с поздним немецким романтизмом, с неоклассицизмом, с итальянской оперой девятнадцатого века, с сериализмом и джазом.

## Избранные сочинения

### Произведения для сцены
- Чудесный театр / Das Wundertheater, по Сервантесу (1948)
- Boulevard Solitude, по «Манон Леско» А. Прево (1951)
- Король-олень / König Hirsch, по Гоцци (1952—1955)
- Конец света / Das Ende einer Welt (1953)
- Принц Гомбургский/ Der Prinz von Homburg, по драме Г. Клейста «Принц Фридрих Гомбургский» (1958)
- La Forza delle Circostanze ovvera Ella non riusci’a convincerlo, пародийная опера (1959)
- Элегия для юных любовников / Elegie für junge Liebende (1959—1961, либретто У. Х. Одена)
- Молодой лорд / Der junge Lord, комическая опера по сказке В. Гауфа, либретто И. Бахман (1964)
- Die Bassariden, по трагедии «Вакханки» Еврипида (1965, либретто У. Х. Одена)
- Moralities, по Эзопу (1967)
- Долгий путь в жилище Наташи Чудовище / Der langwierige Weg in die Wohnung der Natascha Ungeheuer (1970—1971)
- Кубинка, или Жизнь для искусства / La Cubana oder Ein Leben für die Kunst (1972—1973)
- We come to the river (1974—1976)
- Der heiße Ofen, комическая опера (1975)
- Мальчик-с-пальчик / Pollicino, по Коллоди, братьям Гримм, Ш. Перро (1980, опера для детей)
- Английская кошка / Die englische Katze, по Бальзаку (1980—1983)
- Эдип / Ödipus der Tyrann oder Der Vater vertreibt seinen Sohn und schickt die Tochter in die Küche, в соавторстве с Х.-Ю. фон Бозе (1983)
- Роберт-дьявол / Robert, der Teufel (1985, опера для детей)
- Das verratene Meer, по Ю. Мисиме (1990; 2-я ред. 2005)
- Принц Гомбургский / Der Prinz von Homburg (1991)
- Венера и Адонис / Venus und Adonis (1997)
- L’Upupa (2003)
- Федра / Phaedra (2006—2007)
- Gisela! oder: Die merk- und denkwürdigen Wege des Glücks (2010)

### Балеты
- Ballett-Variationen (1949)
- Джек Падинг (Jack Pudding) (1949)
- Rosa Silber(1950)
- Лабиринт (Labyrinth) (1951)
- Идиот (Der Idiot)(по Ф. М. Достоевскому) (1952)
- Maratona (1956)
- Ундина (Undine) (1956—1957)
- Соловей императора (Des Kaisers Nachtigall), по Андерсену (1959)
- Орфей (Orpheus) (1978)
- Le fils de l’air (1997)

### Другие сочинения
- Kammerkonzert для фортепиано, флейты и струнного оркестра (1946)
- Concerto n. 1 для скрипки и оркестра' (1947)
- Concerto n. 1 для фортепиано и оркестра (1950)
- Ein Landarzt, радио-опера, по Кафке (1951)
- Ode an den Westwind для виолончели и оркестра, на стихи П. Б. Шелли (1953)
- Concerto для контрабаса и оркестра (1966)
- Doppelkonzert для гобоя, арфы и струнного оркестра (1966)
- Concerto n. 2 для фортепиано и оркестра (1967)
- Плот Медузы (Das Floß der Medusa), оратория памяти Че Гевары для солистов, чтеца, хора и оркестра (1968)
- Compases para preguntas ensimismadas для альта и 22 инструментов (1969—1970)
- Tristan для фортепиано, оркестра и магнитофонной ленты (1972—1973)
- Amicitia («Nachtkonzert») для фортепиано, струнных и перкуссии (1977
- Liebeslieder для виолончели и оркестра (1984—1985)
- Requiem, «Geistliche Konzerte» для фортепиано, трубы и оркестра (1990—1992)
- Introduktion, Thema und Variationen для виолончели, арфы и струнных (1992)
- Concerto n. 3 "Drei Porträts aus Thomas Manns Doktor Faustus для скрипки и оркестра (1996)

Хенце принадлежат вокальные сочинения на тексты Г. Гейне, Ф. Гёльдерлина, У. Уитмена, А. Рембо, Б. Брехта, Дж. Унгаретти, У. Х. Одена, Хо Ши Мина, Э. Фрида, Х. М. Энценсбергера, Э. Падильи.

## Признание
- Премия Эрнста Сименса (1990), Императорская Премия (2000), Европейская премия за вклад в культуру (2010) и многие другие национальные и международные премии.
- Почётный доктор Эдинбургского университета (1971), Высшей школы музыки и театра в Мюнхене (2004), почётный член Королевской академии музыки в Лондоне (1975), Американской академии искусства и литературы (1982) и других.

## Тексты
- Music and politics: collected writings, 1953-81. — Ithaca: Cornell UP, 1982.
- Reiselieder mit böhmischen Quinten: Autobiographische Mitteilungen 1926—1995. — Frankfurt/Main: S. Fischer, 1996 (англ. пер. 1998).